# Кайо Дуилио (линеен кораб, 1913)
Кайо Дуилио (на италиански: Caio Duilio) е италиански линеен кораб от типа „Андреа Дория“ участвал в Първата и Втората световни войни. Кръстен е в чест на Гай Дуилий, римски флотоводец, който носи първата в историята на римския флота морска победа през Първата Пуническа война.

## Характеристики

### Първоначални
Дължината на линкора съставлява 176 м, ширината е 28 м, газенето – 9,4 м. Максималната водоизместимост на кораба съставлява от 24715 до 24729 т. Екипажът се състои от 1233 души: 35 офицера и 1198 матроса. Главната енергетична установка съставляват четири парни турбини Parsons с двадесет котела (дванадесет въглищни и осем мазутни). Котлите са разположени в две отделения. Общата мощност е 30 хиляди к.с., корабът развива скорост от 21 възела. Далечината на плаване съставлява 4800 морски мили при скорост от 10 възела.
Артилерията на главния калибър съставляват тринадесет 305-мм оръдия 46 калибър в пет оръдейни кули: три строени и две сдвоени установки. В противоминната артилерия има шестнадесет 152-мм оръдия 45 калибра, разположени в съседство с оръдейните кули на главния калибър и в каземати. Освен всичко останало, на кораба има тринадесет 76-мм оръдия 50 калибър и шест 76-мм зенитни оръдия. Като стандартен капитален кораб, линкорът „Кайо Дуилио“ има три торпедни апарата с калибър 450 мм. Бронята за кораба е произведена в заводите на U.S.Steel по технология на Krupp: дебелината на бронята на пояса съставлява 254 мм, на главната палуба 98 мм, на рубката и оръдейните кули по 280 мм.

### Модернизации
Линкорът е преустроен и ремонтиран в периода 1937 – 1940 година в Генуа: бакът е разширен до главната мачта. Надстроена е кърмата, благодарение на което дължината на кораба нараства до 186,9 м, а водоизместимостта до 28882 т. Свалени са 12 котела, а замяната на турбините повишава мощността до 75 хиляди к.с. и скоростта до 26 възела. Обновление има и при въоръжението: главен калибър стават 10 оръдия с калибър 320-мм, а като спомагателни оръдия стават 12 строени 135-мм оръдия (в четири оръдейни кули). Абсолютно е изменено зенитното въоръжение: десет 90-мм, петнадесет 37-мм и шестнадесет 20-мм оръдия (по-късно са добавени четири 37-мм и свалени две 20-мм оръдия). Всичко екипажът започва да се състои от 1485 души (35 офицера и 1450 матроса).

## История на службата

### Първа световна война
Линкорът „Кайо Дуилио“ е заложен в доковете на Кастеламаре ди Стабия на 24 февруари 1912 г., спуснат е на вода на 24 април 1913 г., влиза в строй на 10 май 1916 г.. Почти не участва през Първата световна война, както не участват във войната и линкорите на противника на Италия, Австро-Унгария; четири пъти излиза на патрулиране, прекарвайки в морето около 70 часа. Линкорът се базира в Таранто от ноември 1918 г. до април 1919 г., обаче временно, от 10 ноември 1918 г. до 26 януари 1919 г. се разполага близо до остров Корфу. На 26 април 1919 г. „Кайо Дуилио“ е изпратен в Измир, по пътя едва не влизайки в бой с крайцера „Георгиос Авероф“, обаче впоследствие заповедта е отменена: гърците завземат Измир. На 9 юни към „Кайо Дуилио“ се присъединява броненосецът „Рома“, с който линкорът се отправя към Константинопол.
„Кайо Дуилио“ по-късно е изпратен в Черно море, в помощ на Бялото движение в Русия, като се намира там от 23 юни до 13 юли. За това време линкорът е преведен в Ливанската ескадра на КВМС на Италия. Завършвайки своята мисия, линкорът се връща в Измир, откъдето отплава на 9 септември (като негова смяна пристига линкорът „Джулио Чезаре“). На 12 септември „Кайо Дуилио“ се връща в Таранто, като излиза в резерв. През 1920 година той се връща в състава на флота, пристигайки към 30 юни към бреговете на Албания и започва обстрел по нейната територия (на 5 септември]] напуска териториалните води на Албания). През следващата година линкорът е зачислен в Додеканезката ескадра, в състава на която патрулира Източното Средиземноморие. От 27 юли до 10 септември 1921 г. в състава на съюзна ескадра се намира в Константинопол.

### Междувоенни години
По време на конфликта с гърците на Корфу целият италиански флот блокира острова, използвайки убийството на Енрико Телини и четиримата съпровождащи го приятели като повод за нахлуване на Корфу (в блокадата участва и „Кайо Дуилио“). През същата година „Кайо Дуилио“ съпровожда „Данте Алигери“ по пътя му към Испания. На 8 април 1925 г. на борда на линкора избухва взрив (взривяват се боеприпаси), което поврежда третата оръдейна кула на главния калибър. Корабът е изпратен за ремонт в Ла Специя, откъдето се завръща през април 1928 г. От 18 март до 15 юни 1930 г. линкорът се ремонтира в Таранто, на 11 август 1932 г. е изведен в резерва, откъдето се връща след година. На 19 май 1937 г. „Кайо Дуилио“ се насочва за Генуа, където влиза за тригодишна модернизация. Във флота се връща на 15 юли 1940 г. в 5-и дивизион на 1-ва ескадра в Таранто.

### Втора световна война
На 31 август 1940 е първото излизане на „Кайо Дуилио“ по времето на Втората световна война: линкорът, с част от флота, плава за да прихване супердредноута „Валиант“ (HMS Valiant), който се насочва към Александрия, и конвой за Малта. Тъй като италианците нямат прикритие по въздуха и въздушно разузнаване в края на краищата те са засечено от англичаните. На 1 септември те се насочват за Таранто, обаче на 7 септември „Кайо Дуилио“ отново излиза за бойна задача, за прихващане на силите на съединението „H“, което отново завършва с неуспех: съединението бяга в Дакар. „Кайо Дуилио“ се връща в Таранто, където остава до ноември.

### Авионападението над Таранто
През нощта на 10 ноември по 11 ноември 1940 г. британският Средиземноморски флот организира атака с поддръжа по въздуха над Таранто: 21 бомбардировача от типа „Феъри Суордфиш“ излитат от самолетоносача „Иластриъс“ (HMS Illustrious) и атакуват в залива италианския флот на две вълни. Едно торпедо попада в „Кайо Дуилио“, три уцелват „Литорио“ и още една в „Конте ди Кавур“. „Кайо Дуилио“ получава попадение в десния борд, там се образува пробойна с размери 11×7 м, което води до наводняването на два отсека с боеприпаси за главния калибър. Водата навреме е изпомпана, което позволява да се избегне крен по борда и потъване в залива. През януари 1941 г. „Кайо Дуилио“ е изпратен за ремонт в Генуа, който започва на 26 януари .
Но даже след тази успешна атаката англичаните не си гудят времето напразно и продължават да преследват италианския флот: съединение „H“, под командването на адмирал Джеймс Съмървил, се насочва към Генуа. Корабите обстрелват порта, а освен това самолети от самолетоносача „Арк Роял“ (HMS Ark Royal) пускат магнитни мини в залива. Пет кораба са потопени, обаче „Кайо Дуилио“ избягва попадения. По време на боя линкорът изстрелва около 8 хиляди куршума по британските самолети. На 16 май 1941 г. линкорът напуска Таранто, влизайки в 1-ва ескадра.

### В края на войната
„Кайо Дуилио“, който става флагмански кораб на италианския флот, на 29 ноември 1941 г. излиза за прикриването на италиански конвой за Северна Африка под прикритието на крайцера „Джузепе Гарибалди“ и шест разрушителя. На 13 декември линкорът излиза в съпровождане на конвоя M41, обаче скоро е принуден да изостави конвоя и да бърза в помощ на „Виторио Венето“, който е торпилиран. В порта си „Кайо Дуилио“ се връща на 14 декември, като излиза след два дни за прикритие на конвоя M42 южно от Месина придружаван от три крайцера и четири разрушителя. По време на конвоирането италианците влизат в първия бой в Сиртския залив, обаче „Кайо Дуилио“ се оказва прекалено далеч от англичаните. Линкорът се връща в Таранто на 19 декември. От 3 януари до 6 януари 1942 г. линкорът успешно съпровожда конвоя M43 за Триполи, от 22 януари до 5 февруари той прикрива конвоя T18, в който до Триполи достигат четири от петте транспорта.
През февруари „Кайо Дуилио“ излиза за прихващане на британските конвои в Средиземноморието. На 14 февруари корабът, при поддръжката на два леки крайцера и седем разрушителя напуска порта, обаче скоро се връща обратно, тъй като губят британците от поглед. На 21 февруари той съпровожда конвоя K7 от Месина и Корфу за Таранто. Вече към този момент на флота започват да свършват запасите от гориво, което води до ограничаване на броя на операциите и техните мащтаби. В края на краищата, „Кайо Дуилио“ излиза в резерва. На 9 септември 1943 г., след капитулацията на Италия, той пристига в Малта, където е интерниран целият италиански флот.
През юни 1944 г. съюзниците разрешават на „Кайо Дуилио“ да се върне в Италия: той се намира последователно в Таранто, Сиракуза и Аугуста.
От 1 май 1947 г. до 10 ноември 1949 г. линкорът е флагман на ВМС на Италия. През 1953 г. „Кайо Дуилио“ пристига в Ла Специя, където постоява до края на службата си. На 15 септември 1956 г. той е изключен от списъците на флота, продаден е и е разрязан за метал след година.